# Fricativa alveolar não sibilante sonora
A fricativa alveolar sonora não sibilante é um som consonantal. Como o Alfabeto Fonético Internacional não possui símbolos separados para as consoantes alveolares (o mesmo símbolo é usado para todos os locais de articulação coronais que não são palatalizados), ele pode representar o som de várias maneiras, incluindo ⟨ð̠⟩ ou ⟨ð͇ ⟩ ([ð] Retraído ou alveolarizado , respectivamente), ⟨ɹ̝⟩ (contraído [ɹ]) ou ⟨d̞⟩ (rebaixado [d]).
Poucos idiomas também têm o tepe expresso fricativo alveolar, que é simplesmente uma fricativa alveolar apical muito breve e não sibilante, com a língua fazendo o gesto para um parada com tepe, mas não fazendo contato total. Pode ser indicado no AFI com o diacrítico descendente para mostrar que não ocorre oclusão total. As fricativas com flepe são teoricamente possíveis, mas não são comprovadas.

## Características
- Sua forma de articulação é fricativa, ou seja, produzida pela constrição do fluxo de ar por um canal estreito no local da articulação, causando turbulência.
- No entanto, não tem a língua estriada e fluxo de ar direcionado, ou as altas frequências de uma sibilante.
- Seu local de articulação é alveolar, o que significa que é articulado com a ponta ou a lâmina da língua na crista alveolar, denominada respectivamente apical e laminal.
- Sua fonação é sonora, o que significa que as cordas vocais vibram durante a articulação.
- É uma consoante oral, o que significa que o ar só pode escapar pela boca.
- O mecanismo da corrente de ar é pulmonar, o que significa que é articulado empurrando o ar apenas com os pulmões e o diafragma, como na maioria dos sons.

## Ocorrência
| Língua      | Língua          | Palavra              | AFI                  | Significado | Notas |
| ----------- | --------------- | -------------------- | -------------------- | ----------- | --- |
| Aragonês    | Pirineus        | aire                 | [ˈäi̯ɾ̞e̞]              | Ar          | Com tepe; realização comum de /ɾ/. |
| Tcheco      | Tcheco          | čtyři                | [ˈt͡ʃtɪɹ̝ɪ]            | Quatro      | Pode ser uma vibrante múltipla fricativa ou um tepe fricativo. Contrasta com /r/ e /ʒ/.                                                         |
| Dahalo      | Dahalo          | [káð̠i]               | [káð̠i]               | Trabalho    | Apical; africado apenas fracamente. Alofone intervocálico comum de /d̠/, e pode ser um aproximante /ð̠˕/ ou simplesmente um plosivo [d] no lugar. |
| Dinamarquês | Poucos falantes | ved                  | [ve̝ð̠]                | Em          | Laminal. Alofone de /d/ na coda da sílaba; muito mais comummente realizado como como um aproximante.                                            |
| Holandês    | Holandês        | voor                 | [vöːɹ̝]               | Para        | Uma das muitas possíveis realizações de /r/; distribuição não clara.                                                                            |
| Emiliano    | Bolonhês        | chèṡ                 | [ˈkɛːð̠]              | Caso        | Laminal |
| Inglês      | Scouse          | maid                 | [meɪð̠]               | Empregada   | Alofone de /d/. |
| Inglês      | Sul Africano    | round                | [ɹ̝æʊ̯nd]              | Redondo     | Apical, presente em alguns dialetos urbanos. |
| Islandês    | Islandês        | bróðir               | [ˈprou̯ð̠ir]           | Irmão       | Normalmente apical, pode ser mais próximo de uma aproximante.                                                                                   |
| Italiano    | Sicília         | terra                | [ˈt̪ɛɹ̝ä]              | Terra       | Apical; corresponde a /rr/ no italiano padrão.                                                                                                  |
| Manx        | Manx            | mooar                | [muːɹ̝]               | Grande      | Realização comum de /r/ no final de palavras.                                                                                                   |
| Espanhol    | Espanhol        | aire                 | [ˈäi̯ɾ̞e̞]              | Ar          | Com tepe; possível realização de /ɾ/. |
| Sueco       | Padrão central  | vandrare             | [²vän̪ːd̪ɹ̝äɹɛ]         | Andarilho   | Alofone de /r/ na área de Estocolmo |
| Tacana      | Tacana          | [exemplo necessário] | [exemplo necessário] |             | Com tepe. |
| Turco       | Turco           | rüya                 | [ˈɾ̞ÿjä]              | Sonho       | Com tepe; alofone de /ɾ/ no começo de palavras.                                                                                                 |